# Angolesos a Portugal
Els angolesos a Portugal formen el segon grup d'immigrants africans més gran del país, després de capverdians. En 2006 les estadístiques oficials mostraven 28.854 angolesos residint legalment a Portugal. No obstant això, aquesta xifra probablement és una subestimació de la grandària real de la comunitat, ja que no compta els migrants il·legals ni les persones d'origen angolès que tenen la ciutadania portuguesa.

## Història de la migració
El flux migratori a gran escala d'Angola a Portugal va començar en la dècada de 1970, durant el període de la independència angolesa. tanmateix, el primer flux eren principalment retornados, portuguesos blancs nascuts a Angola. El gruix dels immigrants africans de raça mixta o negra van arribar més tard. Després de l'acord de pau de 2002 que va acabar amb la Guerra Civil angolesa, molts emigrants angolesos a Portugal van tornar a Angola. L'any 2003, les estadístiques de l'ambaixada d'Angola a Portugal van mostrar que entre 8.000 i 10.000 ja havien retornat, i que 400 persones per setmana volaven des de Portugal cap a Luanda. Tanmateix les xifres de l'Instituto Nacional de Estatística van mostrar que la població de residents legals angolesos no va disminuir de 2001 a 2003, sinó que va créixer el 12.6% (de 22.751 a 25.616 persones).

## Cultura
Els immigrants angolesos a Portugal no tenen una cultura particularment homogènia. Tanmateix, dos elements importants de la seva identitat comuna descrita són: el "calor humà" (la calidesa humana) i "convivència", que formen part de la "hospitalitat africana" i la "solidaritat africana" que consideren que és un diferència important entre les relacions socials angoleses i portugueses.
Els immigrants angolesos a Portugal han tingut una influència important en la popularització de l'estil musical kuduro. Alguns retrats cinematogràfics de la comunitatat es troben al vídeo de Leonel Vieira Zona J de 1998.